# 急ブレーキ
急ブレーキ（きゅうブレーキ）とは、乗り物を急激に減速ないし停止させる必要に迫られた際にかけるブレーキ、またその様態のこと。
本稿では、自動車・オートバイなどのタイヤで陸上を走る乗り物の急ブレーキについて詳述する。
鉄道車両において事故など緊急を要するときなどに使用するブレーキは「非常ブレーキ」などと呼ばれる。

## 概要
自動車（三輪・四輪自動車とオートバイなど）は、タイヤで接地して陸上を走る。タイヤと路面との間には、それぞれの材質、摩耗の具合、温度、乾湿等の条件によって決まる摩擦係数（μ = ミューとも言う）がある。この摩擦係数の範囲内でのみ、自動車は、加速・減速・旋回を行うことができる。
具体的には、タイヤと路面が接触し滑走のない状態では静摩擦係数が、タイヤが滑走している場合は動摩擦係数が適用される。一般の物体では静摩擦係数＞動摩擦係数である。タイヤの材料であるゴムの場合はその限りではない。
これは物理的法則であり、急ブレーキの場合にも、摩擦係数の限界を超えて減速することはできない。摩擦係数の限界を超えて減速している場合は、通常は物体同士の衝突による運動量の急激な変化が推定される。
なお、急ブレーキで停止する瞬間にはジャーク（加加速度、躍度）が大きくなるため、大きな衝動がある。
通常の自動車では、乾燥アスファルト路面・タイヤが摩耗していない・低速・過積載でないなど、条件が良い場合は、よほど強いブレーキを掛けない限り、急ブレーキとなることは少ない。しかし、高速、降雨、凍結、砂利道などのいずれかの悪条件が加わると、容易にタイヤの滑走が発生する。

### 急ブレーキ時の特性
通常の走行時・制動時は、タイヤと路面は噛み合っており静摩擦係数が適用されるが、タイヤが滑走するほどの急ブレーキを掛けると、動摩擦係数が適用され、一般の物体では静摩擦係数＞動摩擦係数であるため、逆に止まりにくくなる。これもゴムタイヤの場合はその限りではないが、やはり限度を超えると摩擦が低下する。
ブレーキを強くかければかけるほど急激に減速できるというものではなく、限界の範囲内では強くかければより急激に減速できるものだが、その限界を超えて強くかけると逆に止まりにくくなり制御を失うことに注意する必要がある。

### 急ブレーキと制御不能など
タイヤが回転を止め路面を滑走する状況になると（「タイヤがロックする」という）、ハンドル操作は効きにくくなる。そのため、「交通の方法に関する教則」その他では、急ブレーキや急ハンドル等により車体が横滑りを始めた場合には、アクセルを緩めると共にハンドルを、横滑りの方向とは反対の方向にある程度回して（カウンターステア）立て直す事が指導されている。
カウンターステアは四輪の自動車の場合であり、オートバイの場合は、後輪がロックした場合は四輪のカウンターステアと同様の操作が必要であるが、前輪がロックした場合にはジャイロ効果が失われて即転倒する危険性がある。そのため、二輪車では可能な限り前輪ロックしないようにブレーキ圧を調整しなければならない。なお、自転車の場合は、車体に比べて搭乗中の人体の方が遥かに重く、重心が人体の所にあるため、前輪ロックするとジャックナイフ様に前に車体ごと一回転して、運転者が前方に放り出される事がある。

### パニックブレーキ
厳密な定義はないが、急ブレーキを「パニックブレーキ」と呼ぶ場合がある。これは、急に現れた予想外の障害物に対して操縦者がパニック（恐慌）に陥って反射的に操作するブレーキといった意味である。ブレーキを強くかけすぎてタイヤが滑走してしまうと、制動距離が延び、制御を失ってスピンや転倒に至り、危険を回避できなくなる可能性が高まる。

## 訓練と対策

### 訓練
通常、公道での運転で、タイヤと路面が滑走するほどの急ブレーキを体験することは、運転者によっては少ない場合がある。
そのため、どの程度までブレーキをかけても大丈夫なのか、タイヤが滑走をはじめたらどのような挙動になるのか、そういった非常事態から回復するにはどうしたらいいかなどについて、非常時にも冷静に確実な操作が行えるようにするために、自動車やオートバイの製造会社やそのサービス会社では、限界を体験するような運転体験スクールや訓練プログラムを提供している。
たとえば、「タイヤが滑走をはじめてしまった場合には、いったんブレーキを緩めて滑走を止め、車やオートバイの制御を取り戻す」などの実技を体験することができる。これらのドライバーやライダーの訓練は、上手に急ブレーキをかける技術を身につけ、危険を回避するためのテクニックを習得するためには有効である。
また、自動二輪免許の試験課題には急制動と呼ばれる一定速度からの急ブレーキがある（実際は、タイヤをロックさせると減点である）。

### 対策
また、車輌側の対策も行われている。
実用化されているもののひとつに「アンチロック・ブレーキ・システム」 (ABS) がある。これは、自動車やオートバイのブレーキに滑走検出機能をつけ、タイヤが滑って制御を失ったら自動的にブレーキのききをゆるめ、制御を取り戻すというものである。ABSを搭載した車輌の場合、操縦者はただ全力でブレーキをかければ、車輌側が自動的に限界ぎりぎりのブレーキをかけてくれるというものである。四輪自動車ではABSは標準的な装備になり、オートバイでも一部の大型、高級車種では装備が進んでいる。

## 法律
道路交通法上は、次のように規定されている。
すなわち、衝突など交通事故が発生する危険を防止するため、他に手段が無く、かつやむを得ない場合を除いては、急ブレーキは禁止される。ここで言う急ブレーキは、後述の、タイヤが路面との間で滑走を始める程度に（後述のABSが作動する程度を含む）、急なブレーキ、と解されている。
よって、公道（道路交通法に言う「道路」）上で、急ブレーキの試みをするのは、故意または過失など理由を問わず違法である。
最高速度違反や、故意に蛇行運転をしていたり、その他道路交通法に違反する行為をしていた場合には、上記「やむを得ない場合」には当たらないとされる。すなわち、違反行為が無ければ急ブレーキを掛ける必要が無かったであろう（違反行為と急ブレーキとの間に因果関係が認められる）ような場合には、たとえ危険防止のための急ブレーキであったとしても急ブレーキ禁止違反となる。
また、車間距離保持義務との関係では、後車の車間距離不保持を理由として前車の急ブレーキが正当化されることも、前車の急ブレーキを理由として後車の車間距離不保持が正当化されることも、いずれもない。
すなわち、急ブレーキを踏んだために後車が追突し、よって他人（前車の同乗者を含む）を死傷させた場合には、（危険防止のためでなく）相手方の死傷を意図して行った場合には殺人罪・殺人未遂罪や傷害（致死）罪などに、それ以外の場合で急ブレーキ禁止違反となる行為には、過失運転致死傷罪に問われる。急ブレーキに関する刑事責任が問われないのは危険防止のためであり、かつやむを得ない場合（前述）に限られる。
いっぽうでまた、前車が急ブレーキなどで「急に」（後車から見て不意に）減速・徐行・停止したために追突した場合も、後車の責任は免れない。後車には常に前方注視義務および車間距離保持義務がある。追突により他人（後車の同乗者を含む）を死傷させた場合には過失運転致死傷罪の適用となるほか、執拗かつ異常に前車に接近して、その結果前車側の人を死傷させた場合には、危険運転致死傷罪に問われうる。
よく「犬猫等が飛び出した場合には、急ブレーキを掛けたり急ハンドルをしたりするな」と言われる。これは、法令上は物体として扱われる犬猫等の動物よりも、人命を優先させるためである。法令上も、過失で動物ほか建造物以外の物を損壊しても、賠償責任はともかく、罪には問われない。一方、人間については死傷させれば過失運転致死傷罪などに問われる可能性がある。
小動物等をとの衝突を避けるために急ブレーキや急ハンドルをした場合には、前述の「やむを得ない場合」には当たらないとされる可能性がある（ただし、例えばシカやクマ、カンガルーなど体格の大きい動物に衝突した場合に車両側にも物理的に危険が及ぶような場合はこの限りではない）。なお、このような場合に警音器（クラクション）の使用は適法であるため、積極的に使用すべきであろう。